# Caconeura ramburi
Caconeura ramburi är en trollsländeart som först beskrevs av Fraser 1922.  Caconeura ramburi ingår i släktet Caconeura och familjen Protoneuridae. IUCN kategoriserar arten globalt som otillräckligt studerad. Inga underarter finns listade i Catalogue of Life.